# إنفلونزا د
أنفلونزا د هو فيروس حمض نووي ريبوزي من نوع المستقطب السلبي مع مجزأة الجينوم من الجنس الذي يُعرف علميًا باسم Deltainfluenzavirus ومن فصيلة الفيروسات المخاطية القويمة التي تُعرف أكثر باسمِ فيروسات الإنفلونزا.
من المعروف أن فيروسات الإنفلونزا د تُصيب الخنازير والماشية، ولكن ليس البشر. تم عزل الفيروس لأول مرة من الخنازير في عام 2011، وتم تصنيفه في عام 2016 على أنه جنس جديد مما يُعرف علميًا باسم Orthomyxoviridae، وهو يختلفُ عن فيروس إنفلونزا ج، والذي كان يعتبر في البداية نوعًا فرعيًا. خاصيّة العدوى في الأنفلونزا د نادرة مقارنة مع الإنفلونزا أ وب وج، بل هي مماثلة نوعًا ما لفيروس الإنفلونزا ج في نوع الجينوم الذي يتكوّن من سبعة أحماض نوويّة ريبوزيّة ضمن قطاعات ترميز في الوحدة 9 خلافًا لفيروسات الأنفلونزا أ وب، والتي لديها جينوم مكوّن من ثمانية قطاعات ترميز والمزيد من البروتينات.

## التصنيف
تنتمي فيروسات الأنفلونزا إلى عائلة Orthomyxoviridae. تمثل فيروسات الأنفلونزا أ وب وج ود الأنواع الأربعة المستضدية لهذه الفيروسات، ومن بين أنواع المستضدات الأربعة، يُعدُّ فيروس الأنفلونزا أ هو الأكثر خطورة، وفيروس الأنفلونزا ب أقل خطورة ولكنه لا يزال يسبب الأوبئة، وعادة ما يرتبط فيروس الأنفلونزا سي بالأعراض فقط. يعد فيروس الأنفلونزا د أقل شيوعًا من أنواع المستضدات الأخرى ولا يُعرف عنه أنه يسبب العدوى في البشر. لم يتم الكشف عن أي عينة من فيروس الإنفلونزا د في مصل الدم البشري، ولكن تم اكتشاف أجسام مضادة للتراص الدموي ضد فيروس الأنفلونزا د في البشر، مع معدل تكرار تقديري للسكان يبلغ 1.3 ٪، مما يشير إلى أن هذا الفيروس يمكن أن يصيب البشر أيضًا. ومع ذلك، قد تكون هذه الأجسام المضادة قد تم إنتاجها بعد الإصابة بفيروس الأنفلونزا ج، والتي تكون الأجسام المضادة لها بفيروس الأنفلونزا د. هناك حاجة إلى مزيد من الدراسات لتحديد ما إذا كان فيروس الأنفلونزا د يمكن أن يصيب البشر أم لا.
تكوين الأحماض الأمينية لفيروس الأنفلونزا د هو 50 ٪ مماثل لفيروس الأنفلونزا ج، وهناك معدل مشابه للمُلاحَظ بين فيروسات الأنفلونزا أ وب، بينما يُظهر النوعان الأخيران تباعدًا أكبر بكثير مع فيروسات الأنفلونزا ج و د،. تباعدت فيروسات الإنفلونزا ج ود حوالي عام 482، بينما تباعدت السلالتان المعروفتان لفيروسات الإنفلونزا د في حوالي عام 1972.

## الهيكل والمتغيرات
فيروسات الإنفلونزا، مثل جميع فيروسات عائلة Orthomyxoviridae ، مغلفة بفيروسات الحمض النووي الريبي بجينوم مجزأ أحادي الشريطة. تُستخدم المستضدات وبروتين المصفوفة (M1) والبروتين النووي (NP) لتحديد ما إذا كان فيروس الأنفلونزا من النوع أ أو ب أو ج أو د، والبروتين M1 مطلوب لتجميع الفيروس والبروتين النووي. النسخ والتكرار الفيروسي.
تحتوي هذه الفيروسات أيضًا على بروتينات على سطح غشاء الخلية تُسمَّى البروتينات السكرية. تحتوي فيروسات الأنفلونزا أ وب على نوعين من البروتينات السكرية: هيماجلوتينين (HA) ونورامينيداز (نسبة غير معلومة)، تحتوي فيروسات الإنفلونزا ج ود على بروتين سكري واحد، وهو: هيماجلوتينين-إستراز (HEF). تسمح هذه البروتينات السكرية بالارتباط والاندماج بين الغلاف الفيروسي وغشاء الخلية. يسمح اندماج هذه الأغشية بإطلاق البروتينات وجينوم الفيروس في الخلية المضيفة، مما يؤدي بعد ذلك إلى الإصابة بالعدوى. النوعان ج ود هما فيروسات الإنفلونزا الوحيدة التي تعبر عن الإستراز. هذا الإنزيم مشابه للنيورامينيداز الذي تنتجه فيروسات الأنفلونزا أ وب من حيث أن هذين الإنزيمين يدمران المستقبلات في الخلايا المضيفة. يمكن أن تخضع البروتينات السكرية للطفرات ( انزلاق المستضد ) أو إعادة الفرز التي يتم فيها إنتاج هيماجلوتينين أو نورامينيداز جديد (كسر مستضد). يمكن لفيروسات الإنفلونزا ج ود فقط إنتاج انزلاق مستضدي، في حين أن فيروس الأنفلونزا أ يُعاني أيضًا من فواصل مستضدية. عندما تحدث أي من هذه العمليات، فإن الأجسام المضادة التي ينتجها الجهاز المناعي للمضيف لم تعد تحمي من هذه البروتينات السكرية المتغيرة. لهذا السبب، تتسبب هذه الفيروسات باستمرار في حدوث التهابات.

## الهويّة
تختلف فيروسات الأنفلونزا ج ود عن النوعين أ وب في الظروف اللازمة لنموها. لهذا السبب، لا يتم عزل فيروس الأنفلونزا د ويتم تحديده بشكل متكرر. يعتمد التشخيص على عزل الفيروس والأمصال وباقي الاختبارات الإضافية. تثبيط التراص الدموي (HI) هو طريقة مصلية تكشف عن الأجسام المضادة للتشخيص، وهناك طريقة الإنزيم المناعي ELISA. هما طريقتان تستخدمان للكشف عن البروتينات أو مستضدات فيروسات الأنفلونزا أ في مصل الدم. في كل من هذه التقنيات، تتمُّ إضافة الأجسام المضادة للبروتين المرغوب ويشار إلى وجود البروتين المطلوب من خلال تغيير اللون. تم العثور على طريقة ELISA لتكون أكثر حساسية لبروتين سكري الاندماج HEF) من اختبار تثبيط التراص الدموي (HI). نظرًا لأن فيروسات الإنفلونزا ج ود هي الوحيدة التي تعبر عن In Situ Esterase Assays يمكن لفحوصات إستراز في الموقع تحديد النوعين ج ود بسرعة وبتكلفة زهيدة مقارنة بطرق أخرى.